# Баденский банк
Баденский банк — был частным эмиссионным банком в Германии с 1870 по 1935 год. Главный офис банка находился в Мангейме, а с 1932 года в Карлсруэ.
В 1934 году по закону Рейха, он был ликвидирован и далее существовал только как типичное коммерческое банковское кредитное учреждение.

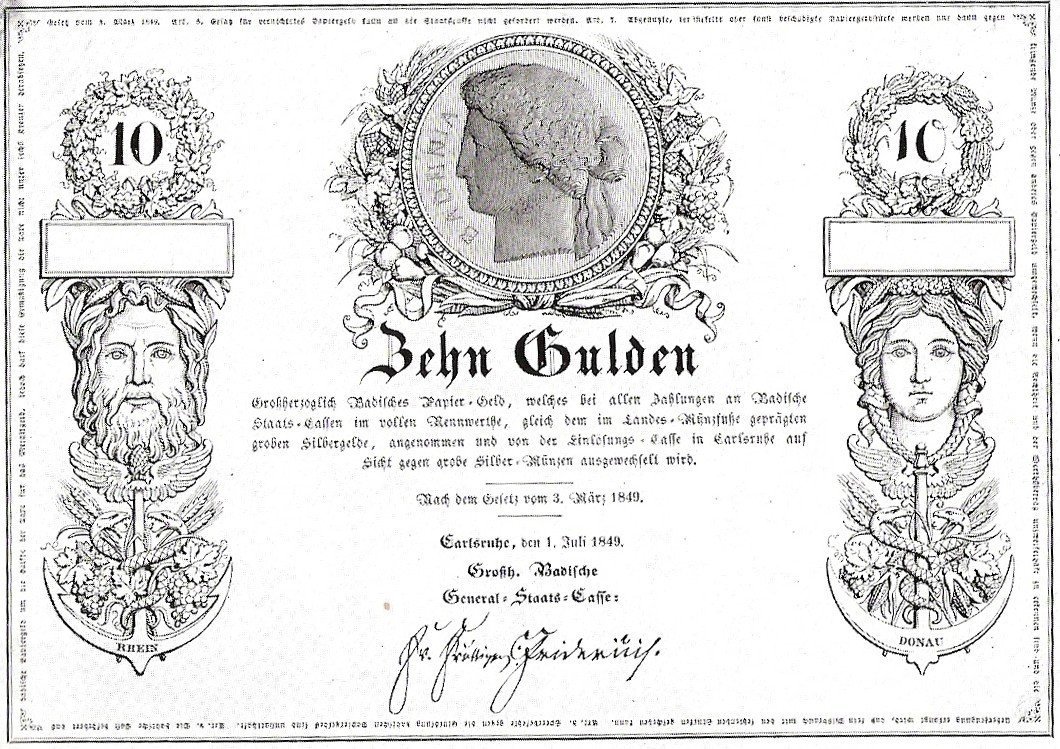
Банкнота в 10 гульденов Великого герцогства Баден 1849 года выпуска

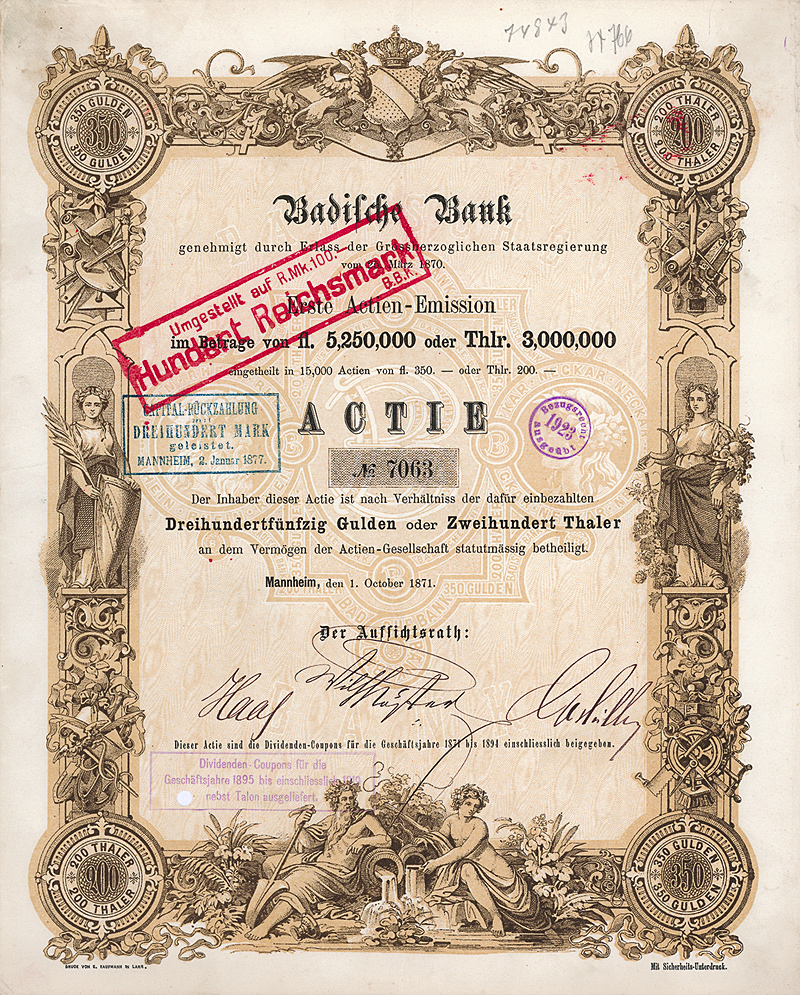
Акция Баденского банка от 1 октября 1871 года, 350 гульденов

В 1978 году Баденский банк (Badische Bank) объединился с Вюртемберг банком (Württembergische Bank), чтобы сформировать Баден-Вюртемберг банк (Baden-Württembergische Bank), который в 2001 году был приобретен Государственным банком земли Баден-Вюртемберг (Landesbank Baden-Württemberg).

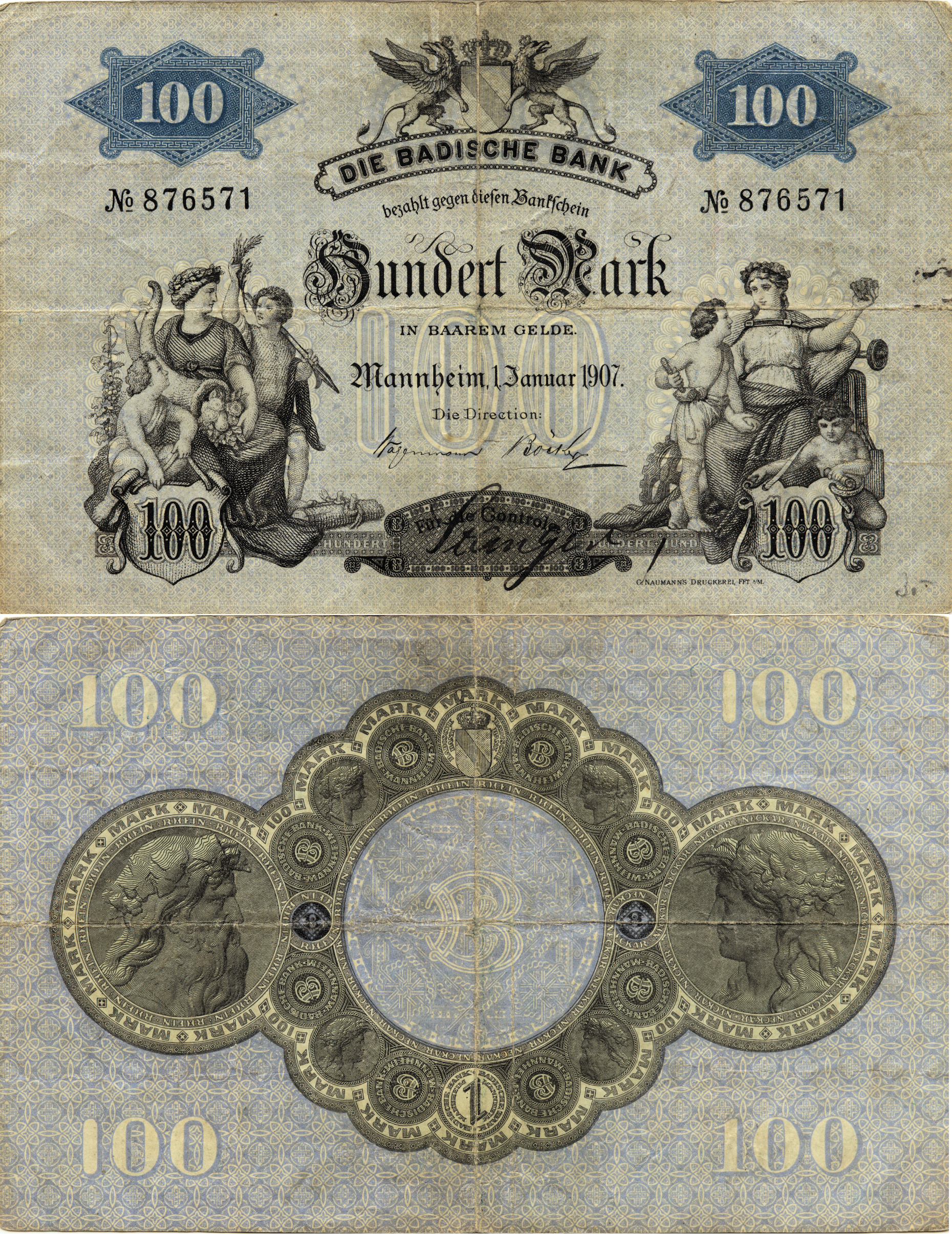
Баден 100 марок 1907 год

## История
Еще в 1844 году в парламенте земли Баден обсуждалось создание центрального банка. Цель состояла в том, чтобы стать независимым от внешних банков. Однако сопротивление задержало основание до 1870 года, когда торговые палаты в Мангейме и Карлсруэ разработали законопроект о создании Badische Bank и внесли его через парламент штата. Однако Великое герцогство уже выпускало бумажные деньги в 1848 и 1854 годах.
25 марта 1870 года Badische Bank получил свою концессию в качестве частного центрального банка от правительства Великого герцогства Баден. Помимо самого Великого герцогства, в создании банка участвовали и другие акционеры. В дополнение к частным банкирам Бадена, среди них были Адольф фон Ганземанн из Disconto-Gesellschaft и барон Карл фон Ротшильд из Франкфуртского банка M.A. Rothschild & Söhne.
Капитал составлял 10 500 000 гульденов (что эквивалентно 6 000 000 талеров) и был разделен на 30 000 акций по 350 гульденов (или 200 талеров).
Уже в 1871 году в Карлсруэ открылся филиал.
Банк имел право выпускать банкноты в три раза больше оплаченного капитала. Треть банкнотного обращения должна была покрываться серебром, две трети — золотом или векселями. В обмен на привилегию центрального банка банк был обязан распределить пятую часть прибыли в страну после вычета 5-процентных дивидендов. Эта государственная доля в 1880 году выросла с 2 626,80 золотых марок до 22 885 марок в 1890 году.
1 декабря 1870 года Badische Bank выпустил 10-гульденовые банкноты,
1 июля 1871 года 50-гульденовые банкноты.
Тираж банкнот в 1871 году составлял 11 370 000 гульденов и к 1874 году вырос до 30 276 000 гульденов.
После введения рыночной валюты (марки) в масштабах всей империи. Начали выпускать банкноты номиналом 100 марок, которые печатались в 1874, 1890, 1902, 1907 и 1918 годах . Все эти банкноты были выпущены в типографии Dondorf & Naumann во Франкфурте.
В период инфляции Badische Bank выпустил банкноты номиналом 500 марок (на 1 августа 1922 года), 5000 марок, 10 000 марок, 500 000 марок, 1 миллион марок, 20 миллионов марок, 2 миллиарда марок и 100 миллиардов марок (на 30 октября 1923 года) в течение чуть более года. В октябре 1924 года он выпустил банкноты более 50 марок.
В 1931 году Республика Баден приобрела пакет акций у Deutsche Bank и, таким образом, стала мажоритарным акционером.
В 1934 году национал-социалистическое правительство отменило привилегию классов. В результате банк расширился как обычный коммерческий банк.
В 1937 году был приобретен банковский бизнес Carl Trautwein во Фрайбурге.
В 1978 году Баденский банк (Badische Bank) объединился с Вюртемберг банком (Württembergische Bank), чтобы сформировать Баден-Вюртемберг банк (Baden-Württembergische Bank), который в 2001 году был приобретен Государственным банком земли Баден-Вюртемберг (Landesbank Baden-Württemberg).